# Franz Paul von Wallis
Franz Anton Paul Graf Wallis von Karighmain (* Januar 1678; † 18. Oktober 1737) war ein kaiserlicher Hofkriegsrat, Generalfeldzeugmeister und kommandierender General sowie Gubernator von Siebenbürgen. Er stammte aus dem Geschlecht der österreichischen Grafen von Wallis.

## Leben
Franz Anton Paul von Wallis war der Sohn des Generalfeldmarschalls Georg Olivier von Wallis d. Ä. und der Magdalena (1657–1712), geborene Gräfin von Attems. Der Vater starb 1689 bei der Belagerung von Mainz und hinterließ den minderjährigen Franz Paul und dessen Bruder Georg Olivier (1673–1744).
Franz Paul war Inhaber des gleichnamigen Regiments Wallis. Vom 21. Oktober 1716 bis zum 1. Oktober 1729 war er Kommandant der Festung Temesvar. Die Stadt wurde nach dem Venezianisch-Österreichischen Türkenkrieg und der Eroberung des Banats durch das habsburgische Österreich im Jahre 1716 zur Festungs- und Garnisonsstadt ausgebaut. 1719 ließ er Freidorf (heute der siebte Bezirk von Timișoara) gründen. Zeitweilig war er Stellvertreter des Gouverneurs des Temescher Banats Claudius Florimund Mercy. Von 1727 bis 1734 war er Gouverneur von Luxemburg, nach ihm wurde das Fort Wallis benannt. Von 1734 an war er Gubernator von Siebenbürgen mit Sitz in Hermannstadt. 1735 wurde er Feldmarschallleutnant und 1736 Hofkriegsrat.
Wallis war mit Cäcilia von Liechtenstein verheiratet und starb um 1737 ohne leibliche Nachkommen.

## Besitzungen
Nach dem Tod seiner Mutter erbte Franz Paul von Wallis die Herrschaft Plomnitz in der Grafschaft Glatz. Bis zum Lebensende befanden sich durch Erwerbungen auch die ebenfalls in der Grafschaft liegenden Güter Kieslingswalde, Glasegrund, Weißbrod, Altwaltersdorf, Kaiserswalde sowie das an Kaiserswalde grenzende Friedrichswalde in Böhmen in seinem Besitz.
Erbe wurde sein Bruder Georg Olivier von Wallis, dem bereits die Grafschaft Glatzer Herrschaften Wallisfurth, Seitenberg, Kunzendorf u. a. gehörten.